# Kish (città antica)

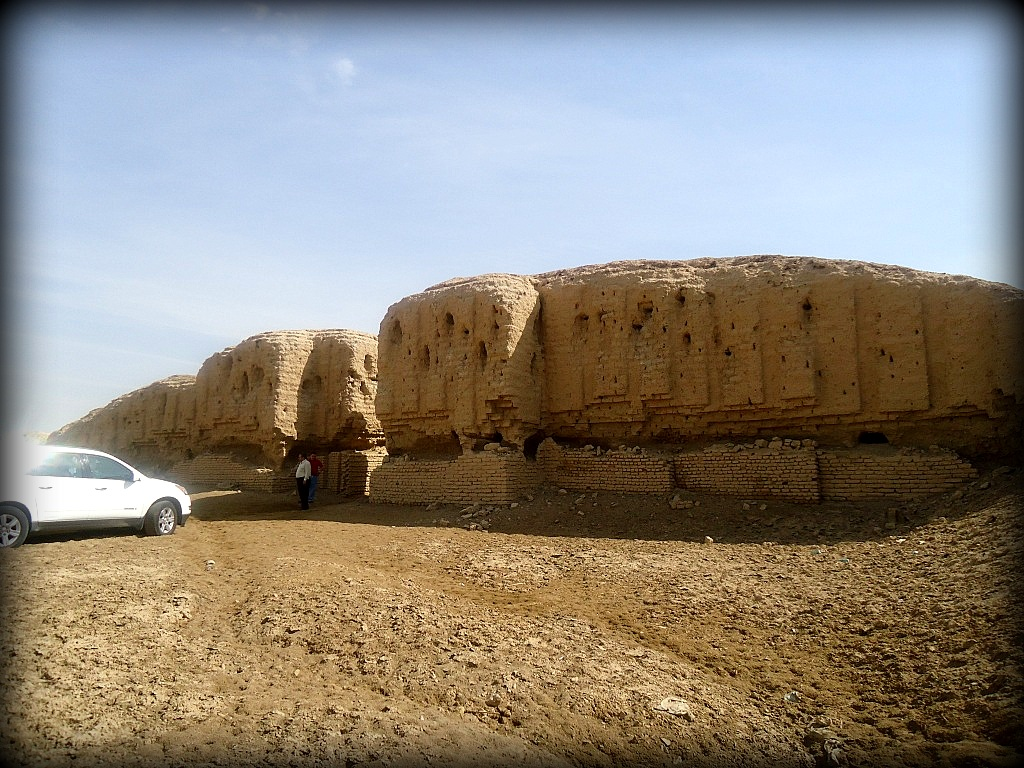
Rovine di una Ziqqurat di Kish

Kish (in sumero KIŠKI, moderna Tell el-Uḥaymir) è un'antica città sumerica situata 12 chilometri a est di Babilonia, nel Sumer, vicino al moderno Tel el-ehêmir, e a circa 80 chilometri a sud di Baghdad, nel governatorato di Babil (Iraq). Nacque nel V-IV millennio a.C. dopo la formazione della prima città sumera di Eridu, che, secondo la tradizione, era ritenuta essere una creazione divina collocata alle origini stesse della formazione del mondo.
Una lista reale sumera afferma che fu la prima città ad avere dei sovrani dopo il diluvio. La divinità protettrice della città era Zababa.
Kish fu il primo grande centro della civiltà sumerica e fra le sue mura vide la luce la prima dinastia di regnanti sumeri con cui si fa iniziare il periodo secondo protodinastico (2700-2600).
A detenere il potere politico di Kish era il re e non l'en, cioè il gran sacerdote. Proprio a testimonianza di ciò, molti regnanti successivi, anche dopo la caduta politica della città, si fregiarono dell'appellativo di Šar kiššati, cioè di Re di Kish.
Il titolo era probabilmente molto più che un vezzo dei potenti. La regione dell'Eufrate del settore di Kish, infatti, aveva un importantissimo peso strategico per tutta la Mesopotamia: chi deteneva il potere su quella zona aveva il controllo su gran parte dei canali di irrigazione che attraversavano tutta la regione.
La città fu abbandonata in età ellenistica.

## Archeologia
Il sito archeologico di Kish è costituito da un'area ovale che misura circa 8 km per 3,2 km, divisa in due dall'antico letto del fiume Eufrate, e che include circa 40 colline, delle quali le più grandi sono Uḥaymir e Ingharra. Le principali colline sono:
- Tall al-Uhaymir - si ritiene che qui sorgesse la città di Kish. Il suo nome significa "la rossa" per il fatto che vi si trovano i mattoni rossi della ziggurat;
- Tell Ingharra - si ritiene che fosse il sito di Hursagkalamma, a est di Kish, dove sorgeva il tempio di Inanna[1];
- Tell Khazneh;
- Tell el-Bender - vi si ritrovarono materiali partici;
- Collinetta W - vi si rinvennero parecchie tavolette neoassire.

Dopo che al principio del XX secolo iniziarono ad apparire tavolette scavate in maniera irregolare, François Thureau-Dangin identificò il sito con la città di Kish.
Quelle tavolette furono disperse tra molti musei. Fra di esse la tavoletta di Kish, datata al periodo Uruk (ca. 3500–3200 a.C.), è considerata uno dei primissimi esempi di scrittura.
Una missione archeologica francese guidata da Henri de Genouillac scavò a Tall el-Uḥaymir tra il 1912 e il 1914, ritrovando circa 1 400 tavolette antico-babilonesi, che furono distribuite fra il Museo Archeologico di Istanbul e il Louvre. In seguito, una missione congiunta del Field Museum e dell'Università di Oxford guidata da Stephen Langdon scavò dal 1923 al 1933 e i materiali recuperati furono suddivisi tra Chicago e l'Ashmolean Museum di Oxford.
Scavi effettivi a Tell el-Uḥaymir furono effettuati dapprima sotto la guida di E. MacKay e in seguito di L. C. Watelin. I lavori sui reperti di fauna e flora furono eseguiti dall'antropologo Henry Field.
Più recentemente, una missione giapponese della Kokushikan University guidata da Ken Matsumoto ha effettuato scavi a Tell el-Uḥaymir negli anni 1988, 2000 e 2001. L'ultima campagna durò solo una settimana.